# اطلس تلی
اطلس تَلّی (عربی: الاطلس التلي) یک زنجیره از کوه‌ها به درازای ۱٫۵۰۰ کیلومتر و متعلق به رشته‌کوه‌های اطلس در شمال آفریقا است که از مراکش تا الجزایر و تونس امتداد دارد. اطلس تلی به‌طور میانگین حدود ۱۵۰۰ متر ارتفاع دارد و یک سد طبیعی بین دریای مدیترانه و صحرای بزرگ آفریقا تشکیل می‌دهد. بلندترین قله در اطلس تلی لاله خدیجه نام دارد با ۲٬۳۰۸ متر که در کوهستان جُرجُره واقع شده است. 
چندین شهر بزرگ ازجمله الجزیره، پایتخت الجزایر، با یک و نیم میلیون جمعیت، و اوران با ۷۷۰٬۰۰۰ نفر در کوهپایه اطلس تلی جای گرفته‌اند. شهر قُسَنطینه الجزایر با حدود ۵۰۵۰۰۰ نفر جمعیت، ۸۰ کیلومتر در داخله کشور و در درون اطلس تلی واقع شده و۶۵۰ متر ارتفاع دارد.